# افتتاحية (مسرح)

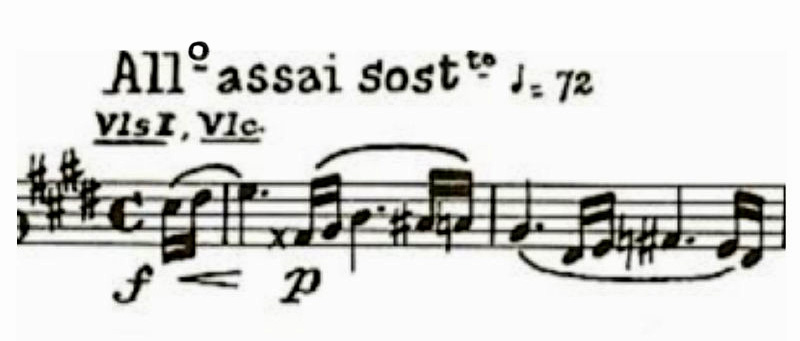

الاستهلال أو الافتتاحية في المسرح هي مقدمة آلية تؤدى قبل رفع الستارة، وتتضمن الألحان الأساسية، وهي تهدف إلى تهييء المتفرج للدخول في أجواء المسرحية.